# Otto von Schwerin
Otto von Schwerin, född 8 mars (g.s.) / 18 mars (n.s.) 1616 i Vorpommern, död 4 november (g.s.) / 14 november (n.s.) 1679 i Cölln i nuvarande Berlin, var en tysk diplomat och statsman. Från 1658 till sin död var han förste minister i kurfurstendömet Brandenburg, under kurfurst Fredrik Vilhelms regering.

## Biografi
Otto von Schwerin härstammade från den äldre pommerska grenen av adelsätten von Schwerin och var andre son till lantrådet och amtshauptmannen Otto von Schwerin. Han utbildades vid Pädagogium i Stettin och studerade därefter vid Greifswalds universitet. Tillsammans med brodern Bogislaus skickades han 1637 till det kurfurstliga hovet i Königsberg och anställdes vid kurfurstinnan Elisabeth Charlotta av Pfalz hov, varefter han 1638 blev kammarjunkare åt kurfurst Georg Vilhelm av Brandenburg. 
Efter återkomsten från en bildningsresa genom Nederländerna, England och Frankrike gick han 1640 i den nye kurfursten Fredrik Vilhelms tjänst. Denne utnämnde honom 1641 till diplomatiskt sändebud till den svenske ståthållaren i Stettin. Den 29 april samma år blev han rådman vid hov- och kammarrätten i Berlin och snart därefter sändebud åt markgreve Ernst av Brandenburg-Jägerndorf, som utnyttjade honom för olika diplomatiska uppdrag.
Den 22 april 1642 gifte han sig med Elisabeth Sophie von Schlabrendorff och paret flyttade några veckor senare till hovet i Berlin. Kurfurst Fredrik Vilhelm utnämnde honom den 13 oktober 1645 till geheimeråd och tog med honom till Kleve för förhandlingar mellan kurfursten och ständerna där. Kort efter kurfurstens bröllop med Lovisa Henrietta av Oranien-Nassau utnämndes han till hovmästare för den nya kurfurstinnan. Han var dessutom inblandad i kurfurstens förhandlingar med Nederländerna och i freden i Osnabrück. Kort före fredsslutet utnämndes han av kejsar Ferdinand III till riksfriherre. I Kleve var fördraget 9 oktober 1649 med ständerna till stor del hans verk.
Under följande år arbetade han tillsammans med Georg Friedrich von Waldeck för att bland annat reformera finansväsendet i Brandenburg. År 1652 blev han generaldirektör för Preussens postväsen. Under Karl X Gustavs polska krig distanserade han sig från Waldecks mer svenskvänliga politik och förordade istället förhandlingar med Polen. Dessa ledde 1657 till freden i Wehlau, genom vilken hertigdömet Preussen, som var i personalunion med kurfurstendömet Brandenburg, uppnådde politisk suveränitet gentemot Polen.
Fredrik Vilhelm utnämnde 9 september 1658 von Schwerin till förste minister och överpresident i Geheimerådet och alla civila myndigheter. Under fortsättningen av Karl X Gustavs krig följde von Schwerin kurfursten på dennes fälttåg mot svenskarna på Jylland och i Vorpommern. Han valdes 1660 till domprost i Brandenburgs domkapitel på kurfurstens förslag, och innehade befattningen med prebendet till sin död. År 1661 och 1662 förhandlade han med ständerna för att få dessa att tillmötesgå kurfurstens önskemål. I slutet av 1662 kallades han tillbaka till Berlin på egen begäran, där Fredrik Vilhelm gav honom uppdraget att uppfostra den sjuårige kurprinsen Karl Emil och från 1665 även den två år yngre brodern Fredrik. Han förde dagbok kring deras utbildning och korresponderade med kurfurstinnan vid föräldrarnas frånvaro. Han fick även uppdraget att genomföra en nyreglering av Brandenburgs kreditväsen. Dessutom fick han uppgiften att medla mellan lutheraner och reformerta protestanter, och ledde också religionssamtalen i Berlin åren 1662 till 1663, huvudsakligen utan framgång. Mellan 1663 och 1669 tillhörde han de inflytelserikaste politikerna vid det brandenburgska hovet, där han ansvarade för utrikesärenden och stod i diplomatisk kontakt med utländska staters ministrar. Under andra engelsk-nederländska kriget var han delaktig i förhandlingarna inför freden i Kleve 1666. Hans inflytande påverkade också kurfurstens politik i mer försiktig riktning under devolutionskriget.
Han blev 1669 svårt sjuk, så att han under omkring ett halvår var oförmögen att genomföra sina ämbetsplikter. Efter att endast delvis ha återhämtat sig anhöll han om avsked, vilket dock inte beviljades av kurfursten. År 1671 förordade han att de från Österrike fördrivna judarna skulle tillåtas slå sig ned i Brandenburg, i en tillsammans med andra statsråd författad rapport.
Han blev under sin karriär bland annat geheimeråd, överhovmästare och ärkekammarherre i Kurmark. Han upptogs 1648 i Palmorden under namnet "Der Rechtschaffene".
von Schwerin var troende protestant och skrev den kända tyska psalmen Jesus, meine Zuversicht. Troligen härrör även Die Sonn hat sich mit ihrem Glanz gewendet från hans hand. 
Han begravdes i den schwerinska kryptan i Mariakyrkan i Altlandsberg. 
I samband med anläggandet av Siegesallee kring sekelskiftet 1900 valdes von Schwerin som motiv för en av sidoskulpturerna i skulpturgruppen kring Fredrik Vilhelm, skulpterad av Fritz Schaper 1901. Originalet finns idag i Zitadelle Spandau. 2009 tillverkades tre kopior som finns uppställda i Altlandsberg, vid Oranienburgs slott och vid släkten Schwerins herrgård Bülowssiege i Nordwestuckermarks kommun.